# Trzebiechowo, Zachodniopomorskie
Trzebiechowo [tʂɛbjɛˈxɔvɔ] là một ngôi làng thuộc khu hành chính của Gmina Szczecinek, thuộc huyện Szczecinecki, Zachodniopomorskie, ở phía tây bắc Ba Lan. Nó nằm khoảng 16 kilômét (10 mi) về phía tây bắc của Szczecinek và 139 km (86 mi) về phía đông của thủ đô khu vực Szczecin.
Trước năm 1945, khu vực này là một phần của Đức. Đối với lịch sử của khu vực, xem Lịch sử của Pomerania.
Làng có dân số 220.